# Rafael Kubelík
Jeroným Rafael Kubelík (Býchory bij Kolín, 29 juni 1914 – Kastanienbaum, Luzern, 11 augustus 1996) was een Tsjechische dirigent en componist, die in 1973 de Zwitserse nationaliteit verkreeg.

## Levensloop
Kubelíks vader was de violist Jan Kubelík. Hij studeerde van 1928 tot 1934 aan het Praags Conservatorium, bij onder anderen Jindrich F. Feld viool, piano, Otakar Sín (1881-1943) compositie en Pavel Dědecěk orkestdirectie. Hij was van 1936 tot 1939 en van 1942 tot 1948 dirigent van het Tsjechisch Filharmonisch Orkest in Praag. In 1946 was hij oprichter van het Festival Praagse Lente. Daar dirigeerde hij de muziek van Gustav Mahler in 1947. Mahlers muziek speelde een belangrijke rol in de carrière van Kubelík: hij was een van de eerste dirigenten die een cyclus met al diens symfonieën - behalve de Tiende - heeft opgenomen.
Nadat de communistische partij aan de macht was gekomen in Tsjecho-Slowakije emigreerde hij. Eerst werkte hij in de Verenigde Staten. In 1950 werd hij dirigent van het Chicago Symphony Orchestra. Ook dirigeerde hij regelmatig het Concertgebouworkest in Amsterdam. Hij had van 1949 tot 1955 een vaste aanstelling en leidde in 1954 samen met chef-dirigent Eduard van Beinum de eerste Amerikaanse tournee van dit orkest.
Van 1955 tot 1958 was hij directeur van het Royal Opera House, Covent Garden en van 1961 tot 1979 was hij chef-dirigent van het Symfonieorkest van de Beierse Omroep. Eveneens was hij van 1972 tot 1974 muziekdirecteur van de Metropolitan Opera in New York.
In 1967 vertrok hij naar Zwitserland en kreeg daar in 1973 de burgerrechten. Pas nadat de communisten in Praag na de Fluwelen Revolutie niet meer aan de macht waren, kwam hij op uitnodiging van Václav Havel naar Tsjechië terug en dirigeerde in 1990 het concert ter opening van het festival Praagse Lente met een uitvoering van Má Vlast ('Mijn vaderland') van Bedřich Smetana.
In 1984 trok hij zich - op enkele uitzonderingen na - van het dirigeren terug, om zich te richten op het componeren.
Rafael Kubelík is op het kerkhof van Vyšehrad te Praag begraven.

## Composities

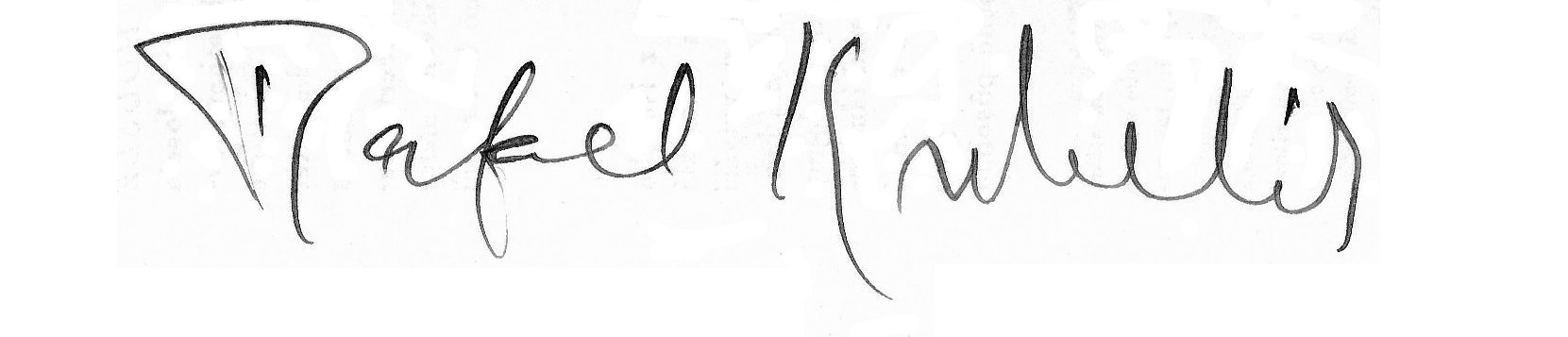
Handtekening

### Werken voor orkest
- 1932-1933 Fantasie, voor viool en orkest
- 1934 Symfonie no. 1
- 1939-1940 Concert no. 1, voor viool en orkest
- 1943 Concert, voor fluit en kamerorkest
- 1944 Concert, voor cello en orkest
- 1945 Symfonie no. 2 "Pejte písen novou", voor solisten, koor en orkest
- 1950 Concert, voor piano en orkest
- 1951 Concert no. 2, voor viool en orkest
- 1971 Symfonie no. 3
- 1981 Séquences
- A Symphonic Peripetia, voor orgel en orkest
- Four forms for Strings, voor strijkorkest

### Missen, cantates en gewijde muziek
- 1941 Pro Memoria Patris, cantate
- 1955 Mis
- 1957 Mis
- 1963 Libera nos, een Requiem voor gemengd koor, spreekkoor, knapenkoor en orkest - première: 18 oktober 1963, Keulen, Funkhaus Wallrafplatz
- 1968 Stabat Mater, voor sopraan, gemengd koor en orkest - première: 20 september 1968, Keulen, Funkhaus Wallrafplatz
- Orphikon, cantate voor gemengd koor en orkest - Inventies en tussenspelen voor kinderkoor, 4 hobo's en 4 trompetten
- Requiem pro memoria uxoris - In memoriam Jan Kubelík, voor kinderkoor en orkest

### Muziektheater

#### Opera's
| Voltooid in | titel                                                     | aktes       | première                | libretto                                 |
| ----------- | --------------------------------------------------------- | ----------- | ----------------------- | ---------------------------------------- |
| 1943-1944   | Veronika                                                  | 4 bedrijven | 19 april 1947, Brno     | Dalibor C. Faltis-Vačkář                 |
| 1946        | Císařovy nové šaty (De nieuwe kleren van de keizer)       |             | niet uitgevoerd         | Karel Koval naar Hans Christian Andersen |
| 1946        | Květinky malé Idy (De bloemetjes van de kleine Ida)       |             | niet uitgevoerd         | Karel Koval naar Hans Christian Andersen |
| 1958        | Tagensanbruch                                             |             |                         |                                          |
| 1972        | Cornelia Faroni, (in 1966 eerst als Tiziano gepubliceerd) |             | 19 april 1972, Augsburg | Dalibor C. Faltis-Vačkář                 |

### Kamermuziek
- 1931-1932 Sonate, voor viool
- 1938 Strijkkwartet no. 1
- 1947 Strijkkwartet no. 2
- 1947 Strijkkwartet no. 3
- 1988 Trio concertante
- 1991 Strijkkwartet no. 6
- Strijkkwartet no. 4
- Strijkkwartet no. 5